# Aztecaster
Aztecaster là một chi thực vật có hoa trong họ Cúc (Asteraceae).

## Loài
Chi Aztecaster gồm các loài: